# 刺圆蛛蟹
刺圆蛛蟹（学名：Cyclax spinicinctus）为蜘蛛蟹科圆蛛蟹属的动物。分布于萨摩亚、新喀里多尼亚、墨累岛、红海、吉布提的亚丁湾、马达加斯加、非洲东岸以及中国大陆的海南岛等地，生活环境为海水，主要生活于珊瑚礁浅水中。